# Henri Gandibleux
Juvénal Henri Gandibleux (Quaregnon, 1 maart 1900 - Brussel, 14 januari 1969) was een Belgisch syndicalist en politicus voor de PCB.

## Levensloop
Gandibleux groeide op in een kroostrijk arbeidersgezin en had vijf broers en zussen. Na drie jaar op de lagere school te hebben gezeten, ging hij reeds op zijn negende als leerjongen aan de slag in de glasindustrie. In 1915 werd hij werkzaam als mijnwerker; na een staking in 1924 werd hij ontslagen en oefende hij even het beroep van metselaar uit, alvorens terug te keren naar de koolmijnen. Als mijnwerker was hij tot 1932 aangesloten bij de socialistische Mijnwerkerscentrale, waar hij vanwege zijn communistische engagement werd uitgesloten. 
Van 1919 tot 1921 militeerde Gandibleux voor de zeer linkse afdeling van de Socialistische Jonge Wacht in Quaregnon. Ook was hij actief binnen de communistische drukkingsgroep Amis de l'Exploité en in 1926 werd hij lid van de Kommunistische Partij van België (PCB). In 1930 nam hij deel aan het Congres van de Internationale Rode Vakbond of Profintern en in de zomer van 1932 was hij als secretaris van de Revolutionaire Mijnwerkersfederatie in de Borinage een van de organisatoren van de stakingen tegen loonverminderingen, voornamelijk gevoerd door mijnwerkers en metaalarbeiders in de Borinage en het Luikse. Gedurende verschillende maanden mobiliseerden zich circa 240 000 stakers en ze traden gewelddadig op. De overheid voerde een brutale repressie en de vakbonden probeerden de stakers af te remmen. Deze behaalden grotendeels hun doelstellingen door een stabilisatie van de lonen te bekomen. Deze stakingen maken het onderwerp uit van de film van Joris Ivens en Henri Storck, Misère au Borinage (1934). In die film was Gandibleux vaak te zien.
Datzelfde jaar nog bevorderd tot secretaris van de federatie van de PCB in de Borinage, werd hij weldra lid van het centraal comité en van het politiek bureau. In 1936 werd hij verkozen tot communistisch volksvertegenwoordiger voor het arrondissement Bergen. In de Kamer nam hij het woord over regionale kwesties en thema's die betrekking hadden op de mijnsector. Ook kwam hij tussenbeide in de debatten rond de invoering van de veertigurenweek in bepaalde industrieën, alsook om de houding van de ordediensten tijdens de stakingen van 1936 aan te klagen. 
Eind 1936 werd zijn naam genoemd als mogelijke opvolger van secretaris Joseph Jacquemotte toen die onverwacht overleed. De instanties in Moskou en de leiders van het politiek bureau in België oordeelden echter dat hij een gebrek aan politieke en ideologische vorming vertoonde. Het jaar daarop werd Henri Gandibleux uit de partij gestoten, omdat hij zijn parlementaire vergoeding niet afdroeg aan de partij. Hij bleef niettemin zijn parlementair mandaat verder uitoefenen tot in 1939. Hij kwam niet meer op de kieslijsten van de partij voor en ging na zijn politieke carrière als hoofdkelner en personeelshoofd aan de slag in een hotel in Brussel, alvorens een baan als nachtwaker aan te nemen. Tijdens de Tweede Wereldoorlog bood hij zijn diensten aan aan de Belgische Nationale Beweging, een van de vele verzetsorganisaties die streden tegen de Duitse bezetter.
Na de Bevrijding mocht hij in 1952 opnieuw lid van de PCB worden, maar kreeg geen enkele rol meer te vervullen. Gandibleux bleef gewoon basismilitant en zetelde van 1953 tot 1954 in het federaal comité van de PCB in Brabant. In 1954 werd hij huisbewaarder van de hoofdzetel van de PCB aan de Stalingradlaan. In januari 1969 overleed hij aan kanker.